# Каширин, Владислав Сергеевич
Владислав Сергеевич Каширин (21 июня 1930 — 15 апреля 1948) — юный герой-пионер Великой Отечественной войны, сын полка (зачислен в 28-ю отдельную роту охраны штаба 18 армии), погиб при разминировании окрестностей города Анапы в апреле 1948 года.

## Биография
Родился 21 июня 1930 году в городе Сталинграде. Отец работал доцентом Сталинградского педагогического института, умер в 1934 году, мать — учительница. В 1940 году семья (мама, Владик и сестра) переехали на постоянное место жительство в город Анапу. Стали жить на улице Нижегородская (сейчас Самбурова), в доме № 249.
В самом начале Великой Отечественной войны мама умерла от туберкулёза, Владик остался на попечении тёти, Меланьи Шибаловой. Голодали и маленький мальчишка как мог добывал себе на пропитание. До оккупации юный герой помогал морякам-минёрам, участвовал в минировании подступов к городу. О его способностях к такой сложной работе, узнала местный лидер подпольной организации «Рассвет» Катя Соловьянова. Она и убедила Владика стать членом подпольщиков. Во время оккупации группа занималась изготовлением и распространением агитационных листовок, несколько раз проводили диверсии в отношении немецких солдат, в том числе минировали склады и портовые сооружения. Некоторых заговорщиков немцы арестовали, но Владика никто из них не сдал.
В сентябре 1943 года, когда немцы отступали и уходили из города Анапы, они неоднократно минировали и пытались уничтожить склады с продовольственным провиантом. Однако, навыки Владислава помогли обезвредить запалы и не допустить уничтожения столь необходимого для населения города склада. Этот подвиг был отмечен государственной наградой, медалью «За отвагу». Владик был зачислен воспитанником в 28-ю отдельную роту охраны штаба 18 армии под командованием генерал-лейтенант К. Н. Леселидзе.
В боях за Крым Владислав Каширин вновь проявил доблесть и отличился подвигом. Оказавшись в плену, он и двое разведчиков сумели сбежать и оказать помощь в освобождении наших военнопленных. Был награждён медалью «За боевые заслуги».
Пятнадцатилетний юноша особо отличился во время операции по взятию города Будапешт. Подросток проник в логово врага и забросал гранатами пулемёты. Был представлен к ордену Красной Звезды (по другим данным, к ордену Боевого Красного Знамени). После этого, опасаясь за жизнь Владика, командование приняло решение отправить его домой.
Каширин возвратился в город Анапу, стал учащимся семилетней школы № 2. В 1947 году завершив обучение в школе, поступил в сельскохозяйственный техникум. Как опытный минёр, помогал разминировать город и район, очищал окрестности от неразорвавшихся снарядов. Исполняя очередное задание, 15 апреля 1948 года, он подорвался на мине и был смертельно ранен. Похоронен на старом городском кладбище в Анапе.

## Награды
За боевые заслуги был награждён:
- Орден Красной Звезды
- Медаль За боевые заслуги
- Медаль За отвагу
- Медаль За оборону Кавказа

## Память
- Очерк в книге «Дети Кубани в годы Великой Отечественной войны» написан о Владиславе Каширине.
- Повесть В. Попова «Они приближали рассвет» посвящена доблести юного героя.
- Спортивные соревнования по волейболу на Кубок памяти Владика Каширина ежегодно проходят в начале мая в Анапе.
- В 2017 году подросток стал лауреатом общественно-государственного проекта «Поисково-просветительская экспедиция „Имя Кубани“» в номинации «Молодое имя Кубани» от г. Анапы (посмертно).